# 나가토로정
나가토로정(일본어: 長瀞町 나가토로마치[*])은 일본 사이타마현 북서부에 있는 지치부군의 정이다. 나가토로 계곡을 중심으로 수많은 관광 명소가 있다.

## 지리
지치부 분지의 북단에 위치하고 북쪽으로 후도산과 진미산, 남서로 호도산과 산들에 둘러싸인 정의 중앙에는 아라카와강이 남북으로 흐르고 나가토로 계곡을 이루고 있다. 그 강을 따라서 철도, 국도가 늘어나고 있다.

## 역사
- 1889년 4월 1일 - 3개 촌이 합병해 지치부군 노가미촌이 되었다.
- 1940년 2월 15일 - 정으로 승격해 노가미정이 되었다.
- 1943년 9월 8일 - 히구치촌 및 시라토리촌의 일부를 편입하였다.
- 1971년 11월 1일 - 정명 변경으로 나가토로정이 되었다.

## 인구
| 연도 | 인구  | ±%    |
| ---- | ----- | ----- |
| 1950 | 8,896 | —     |
| 1960 | 8,072 | −9.3% |
| 1970 | 8,275 | +2.5% |
| 1980 | 8,908 | +7.6% |
| 1990 | 8,906 | −0.0% |
| 2000 | 8,560 | −3.9% |
| 2010 | 7,910 | −7.6% |

## 교통

### 철도
- 지치부 철도 지치부 본선

### 도로
- 국도 140호선